# HD Radio
HD Ràdio és la marca registrada de la companyia iBiquity, qui va desenvolupar l'estàndard de ràdio digital anomenat In-band on-channel (IBOC), una tecnologia que permet a les estacions FM i AM transmetre àudio i dades a través d'un senyal digital emes amb els senyals analògics tradicionals. El contingut en streaming està disponible sense subscripció, però els oients han de dotar-se de receptors compatibles per rebre els senyals digitals.
Aquesta tecnologia va ser desenvolupada per la companyia iBiquity Digital, i va ser autoritzat l'any 2002 per la FCC com a mètode de difusió de ràdio digital als Estats Units. HD Ràdio s'emet principalment en diferents països amb més de 1900 estacions de radiodifusió, que cobreixen aproximadament el 84% del territori.